# Rocky Ford (Georgia)
Rocky Ford – miasto w Stanach Zjednoczonych, w stanie Georgia, w hrabstwie Screven.